# Polypedilum yongsanense
Polypedilum yongsanense är en tvåvingeart som beskrevs av Ree 1981. Polypedilum yongsanense ingår i släktet Polypedilum och familjen fjädermyggor. Inga underarter finns listade i Catalogue of Life.